# 802
802 (DCCCII) var ett normalår som började en lördag i den julianska kalendern.

## Händelser

### Okänt datum
- Meteorsvärmen Leoniderna beskrivs för första gången av kinesiska astronomer.
- Egbert av Wessex grundlägger det anglosaxiska riket.

## Födda
- Bi Xian, kinesisk kansler.

## Avlidna
- Beorhtric, kung av Wessex sedan 786.
- Theoctista, politiskt inflytelserik bysantinsk nunna.